# Rheagan Wallace
Rheagan Wallace (* 9. Juni 1986 in Dallas, Texas) ist eine US-amerikanische Schauspielerin.

## Karriere
Seit den 1990er Jahren war Wallace in Serien wie Boston Public, Emergency Room – Die Notaufnahme und CSI: Den Tätern auf der Spur zu sehen.

## Filmografie (Auswahl)
- 1996: Walker, Texas Ranger (Fernsehserie, Folge 5x10)
- 1998: Walker, Texas Ranger (Fernsehserie, Folge 6x15)
- 2000: Für alle Fälle Amy (Judging Amy, Fernsehserie, Folge 2x08)
- 2001: Boston Public (Fernsehserie, Folge 1x21)
- 2002: Adaption – Der Orchideen-Dieb (Adaptation.)
- 2002: America’s Most Terrible Things
- 2002–2006: Malcolm mittendrin (Malcolm in the Middle, Fernsehserie, 3 Folgen, verschiedene Rollen)
- 2003: New York Cops – NYPD Blue (NYPD Blue, Fernsehserie, 2 Folgen)
- 2004: Emergency Room – Die Notaufnahme (ER, Fernsehserie, Folge 10x14)
- 2004: Eine himmlische Familie (7th Heaven, Fernsehserie, 5 Folgen)
- 2004: Clara Harris – Verzweifelte Rache (Suburban Madness)
- 2005: Raven blickt durch (That’s So Raven, Fernsehserie, Folge 3x22)
- 2006: CSI: Vegas (CSI: Crime Scene Investigation, Fernsehserie, Folge 6x21)
- 2008: Extreme Movie
- 2011: Humans Versus Zombies
- 2012: Deep in the Heart
- 2013: Charlie: A Toy Story
- 2014: Blue Family
- 2014: Devious Maids – Schmutzige Geheimnisse (Devious Maids, Fernsehserie, Folge 2x11)